# Elezioni provinciali in Italia del 1994

## Elezioni provinciali del gennaio 1994

### Sicilia

#### Provincia di Catania
| Candidati | Candidati                                                               | Voti    | %    |
| --------- | ----------------------------------------------------------------------- | ------- | ---- |
|           | Nello Musumeci (Alleanza per Cambiare) Accede al ballottaggio           | 128.239 | 32,7 |
|           | Stelio Mangiameli (Cattolici-Patto-Cartello '94) Accede al ballottaggio | 103.137 | 26,3 |
|           | Andrea Scuderi (PDS-PRC-AD-Rete-Verdi)                                  | 77.492  | 19,7 |
|           | Maurizio Pellegrino (Alleanza Progressista)                             | 48.293  | 12,3 |
|           | Nino Strano (Lega Sicilia Libera)                                       | 32.360  | 8,7  |
| Totale    |                                                                         |         |      |

| Liste                                | Voti | %    | Seggi |
| ------------------------------------ | ---- | ---- | ----- |
| Alleanza per Cambiare                |      | 21,7 | 7     |
| Cattolici Popolari                   |      | 15,9 | 8     |
| Patto per la Riforma                 |      | 13,2 | 4     |
| Cartello '94                         |      | 7,0  | 3     |
| Partito Democratico della Sinistra   |      | 11,7 | 7     |
| La Rete                              |      | 10,3 | 6     |
| Partito della Rifondazione Comunista |      | 5,3  | 3     |
| Alleanza Democratica                 |      | 4,3  | 3     |
| Federazione dei Verdi                |      | 3,0  | 2     |
| Alleanza Progressista                |      | 6,9  | 2     |
| Lega Sicilia Libera                  |      | 0,7  | -     |
| Totale                               |      |      | 45    |

Ballottaggio
| Candidati | Candidati                    | Voti | %     |
| --------- | ---------------------------- | ---- | ----- |
|           | Nello Musumeci ✔️ Presidente |      | 66,35 |
|           | Stelio Mangiameli            |      | 33,65 |
| Totale    | Totale                       |      | 100   |

## Elezioni provinciali del giugno 1994

### Toscana

#### Provincia di Lucca
| Candidati                            | Candidati                                  | Voti                           | %    | Liste                     | Voti | %    | Seggi |
| ------------------------------------ | ------------------------------------------ | ------------------------------ | ---- | ------------------------- | ---- | ---- | ----- |
|                                      | Enrico Grabau Accede al ballottaggio       |                                | 44,9 | Forza Italia - CCD        |      | 30,9 | 13    |
| Alleanza Nazionale                   | Enrico Grabau Accede al ballottaggio       |                                | 44,9 | 14,2                      | 5    |      |       |
|                                      | Andrea Tagliasacchi Accede al ballottaggio |                                | 33,9 | Progressisti              |      | 22,7 | 5     |
| Partito della Rifondazione Comunista | Andrea Tagliasacchi Accede al ballottaggio |                                | 33,9 | 11,3                      | 2    |      |       |
| Seggio al candidato presidente       | Seggio al candidato presidente             | Seggio al candidato presidente | 33,9 | 1                         |      |      |       |
|                                      | Giampaolo Bertoni                          |                                | 17,3 | Partito Popolare Italiano |      | 17,4 | 5     |
|                                      | Edelberto Pagliai                          |                                | 3,9  | Caccia Pesca Ambiente     |      | 3,5  | -     |
| Totale                               | Totale                                     |                                | 100  |                           |      | 100  | 30    |

Ballottaggio
| Candidati | Candidati                   | Voti | %    |
| --------- | --------------------------- | ---- | ---- |
|           | Enrico Grabau ✔️ Presidente |      | 51,5 |
|           | Andrea Tagliasacchi         |      | 48,5 |
| Totale    | Totale                      |      | 100  |

### Marche

#### Provincia di Ancona
| Candidati                            | Candidati                                     | Voti                           | %     | Liste                              | Voti    | %     | Seggi |
| ------------------------------------ | --------------------------------------------- | ------------------------------ | ----- | ---------------------------------- | ------- | ----- | ----- |
|                                      | Marisa Galeazzi Saracinelli Eletta presidente | 137.737                        | 50,14 | Partito Democratico della Sinistra | 80.181  | 29,19 | 12    |
| Partito della Rifondazione Comunista | Marisa Galeazzi Saracinelli Eletta presidente | 137.737                        | 50,14 | 24.741                             | 9,01    | 3     |       |
| Federazione dei Verdi                | Marisa Galeazzi Saracinelli Eletta presidente | 137.737                        | 50,14 | 11.677                             | 4,25    | 1     |       |
| Partito Socialista Italiano          | Marisa Galeazzi Saracinelli Eletta presidente | 137.737                        | 50,14 | 10.752                             | 3,91    | 1     |       |
| Partito Repubblicano Italiano        | Marisa Galeazzi Saracinelli Eletta presidente | 137.737                        | 50,14 | 10.386                             | 3,78    | 1     |       |
|                                      | Francesco Tentindo                            | 88.042                         | 32,05 | Forza Italia                       | 58.293  | 21,22 | 5     |
| Alleanza Nazionale                   | Francesco Tentindo                            | 88.042                         | 32,05 | 29.749                             | 10,83   | 2     |       |
| Seggio al candidato presidente       | Seggio al candidato presidente                | Seggio al candidato presidente | 32,05 | 1                                  |         |       |       |
|                                      | Ennio Coltrinari                              | 46.597                         | 16,96 | Partito Popolare Italiano          | 46.597  | 16,96 | 4     |
|                                      | Antonio Savarese                              | 2.334                          | 0,85  | Lega Nord                          | 2.334   | 0,85  | -     |
| Totale                               | Totale                                        | 274.710                        | 100   |                                    | 274.710 | 100   | 30    |

### Calabria

#### Provincia di Reggio Calabria
| Candidati                                     | Candidati                                | Voti                           | %    | Liste                                | Voti | %    | Seggi |
| --------------------------------------------- | ---------------------------------------- | ------------------------------ | ---- | ------------------------------------ | ---- | ---- | ----- |
|                                               | Umberto Pirilli Accede al ballottaggio   |                                | 47,3 | Forza Italia                         |      | 18,8 | 7     |
| Alleanza Nazionale                            | Umberto Pirilli Accede al ballottaggio   |                                | 47,3 | 16,4                                 | 6    |      |       |
| Centro Cristiano Democratico                  | Umberto Pirilli Accede al ballottaggio   |                                | 47,3 | 7,1                                  | 3    |      |       |
| Unione Democratici Riformisti                 | Umberto Pirilli Accede al ballottaggio   |                                | 47,3 | 5,0                                  | 2    |      |       |
|                                               | Domenico Scordino Accede al ballottaggio |                                | 41,6 | Partito Popolare Italiano            |      | 16,6 | 4     |
| Partito Democratico della Sinistra            | Domenico Scordino Accede al ballottaggio |                                | 41,6 | 15,2                                 | 4    |      |       |
| Partito Socialista Italiano                   | Domenico Scordino Accede al ballottaggio |                                | 41,6 | 7,2                                  | 1    |      |       |
| Alleanza Costituente Democratica              | Domenico Scordino Accede al ballottaggio |                                | 41,6 | 2,6                                  | -    |      |       |
| Seggio al candidato presidente                | Seggio al candidato presidente           | Seggio al candidato presidente | 41,6 | 1                                    |      |      |       |
|                                               | Pasquale Amato                           |                                | 11,1 | Partito della Rifondazione Comunista |      | 8,8  | 1     |
| Federazione dei Verdi - Movimento Meridionale | Pasquale Amato                           |                                | 11,1 | 2,3                                  | -    |      |       |
| Seggio al candidato presidente                | Seggio al candidato presidente           | Seggio al candidato presidente | 11,1 | 1                                    |      |      |       |
| Totale                                        | Totale                                   |                                | 100  |                                      |      | 100  | 30    |

Ballottaggio
| Candidati | Candidati                     | Voti | %    |
| --------- | ----------------------------- | ---- | ---- |
|           | Umberto Pirilli ✔️ Presidente |      | 52,0 |
|           | Domenico Scordino             |      | 48,0 |
| Totale    | Totale                        |      | 100  |

### Sicilia
N.B.- Con la Legge regionale 1 settembre 1993, n. 26, la Sicilia estese alle province la stessa normativa presidenzialista dei comuni. Il voto si esprimeva su due schede, l'una per l'elezione del Consiglio provinciale e l'altra per l'elezione diretta del Presidente. Più liste potevano dichiarare di costituire una coalizione. L'apparentamento era ammesso esclusivamente tra le liste e non con i candidati alla carica presidenziale. Il 70% dei seggi (con arrotondamento, in caso di numero frazionario, all'unità superiore) era assegnato proporzionalmente; i restanti seggi erano attribuiti, secondo il criterio proporzionale, per due terzi alla lista o al gruppo di liste coalizzate che avesse conseguito il maggior numero dei voti validi, e i seggi ulteriormente residui alla lista o alla coalizione di liste risultata seconda per numero di voti validi attribuiti.

#### Provincia di Agrigento
| Candidati | Candidati                                                  | Voti | %    |
| --------- | ---------------------------------------------------------- | ---- | ---- |
|           | Salvatore Russello (Polo) Accede al ballottaggio           |      | 46,1 |
|           | Stefano Vivacqua (PPI-PDS-Rete-PSI) Accede al ballottaggio |      | 24,8 |
|           | Basilio Vella (PRC)                                        |      | 19,4 |
|           | Vincenzo Pezzino (Indipendente)                            |      | 9,6  |
| Totale    | Totale                                                     |      | 100  |

| Liste                                | Voti | %    | Seggi |
| ------------------------------------ | ---- | ---- | ----- |
| Forza Italia                         |      | 24,5 | 8     |
| Partito Democratico della Sinistra   |      | 20,1 | 8     |
| Alleanza Nazionale                   |      | 11,9 | 4     |
| Partito Popolare Italiano            |      | 10,1 | 5     |
| Unione di Centro                     |      | 8,0  | 2     |
| Partito Socialista Italiano          |      | 6,9  | 3     |
| La Rete                              |      | 6,4  | 3     |
| Partito della Rifondazione Comunista |      | 5,5  | 1     |
| Centro Cristiano Democratico         |      | 5,1  | 1     |
| Lista locale                         |      | 0,8  | 0     |
| Patto Segni                          |      | 0,7  | 0     |
| Totale                               |      | 100  | 35    |

Ballottaggio
| Candidati | Candidati                      | Voti | %    |
| --------- | ------------------------------ | ---- | ---- |
|           | Stefano Vivacqua ✔️ Presidente |      | 51,2 |
|           | Salvatore Russello             |      | 48,8 |
| Totale    | Totale                         |      | 100  |

#### Provincia di Caltanissetta
| Candidati | Candidati                                       | Voti | %    |
| --------- | ----------------------------------------------- | ---- | ---- |
|           | Vincenzo Rampulla (Polo) Accede al ballottaggio |      | 46,5 |
|           | Fiorella Falci (PDS) Accede al ballottaggio     |      | 22,9 |
|           | Federico Guglielmo Lento (Rete - Verdi)         |      | 21,2 |
|           | Maria Sedita Migliore (Centro)                  |      | 9,4  |
| Totale    | Totale                                          |      | 100  |

| Liste                                | Voti | %    | Seggi |
| ------------------------------------ | ---- | ---- | ----- |
| Forza Italia                         |      | 31,0 | 10    |
| Partito Democratico della Sinistra   |      | 17,4 | 4     |
| Alleanza Nazionale                   |      | 15,1 | 4     |
| La Rete - Verdi                      |      | 7,8  | 2     |
| Partito della Rifondazione Comunista |      | 7,5  | 2     |
| Partito Socialista Italiano          |      | 6,3  | 1     |
| Partito Popolare Italiano            |      | 6,2  | 1     |
| Progetto Lavoro                      |      | 5,9  | 1     |
| Liberal Democratici                  |      | 2,1  | 0     |
| Lista locale                         |      | 0,7  | 0     |
| Totale                               |      | 100  | 25    |

Ballottaggio
| Candidati | Candidati                       | Voti | %    |
| --------- | ------------------------------- | ---- | ---- |
|           | Vincenzo Rampulla ✔️ Presidente |      | 52,6 |
|           | Fiorella Falci                  |      | 47,4 |
| Totale    | Totale                          |      | 100  |

#### Provincia di Enna
| Candidati | Candidati                                                 | Voti | %    |
| --------- | --------------------------------------------------------- | ---- | ---- |
|           | Gianfilippo Villari (Forza Italia) Accede al ballottaggio |      | 26,3 |
|           | Michele Galvagno (PPI) Accede al ballottaggio             |      | 22,1 |
|           | Salvatore Salerno Cataldo (Progressisti)                  |      | 21,4 |
|           | Gaetano Lo Manto (Alleanza Nazionale - CCD)               |      | 16,7 |
|           | Francesco Amata (Indipendente)                            |      | 11,4 |
|           | Armando Piano Del Balzo (Part. Es. Naz. SOS)              |      | 1,7  |
| Totale    | Totale                                                    |      | 100  |

| Liste                                | Voti | %    | Seggi |
| ------------------------------------ | ---- | ---- | ----- |
| Forza Italia                         |      | 26,9 | 7     |
| Partito Popolare Italiano            |      | 24,9 | 8     |
| PDS - PSI - Progressisti             |      | 23,6 | 6     |
| Alleanza Nazionale - CCD             |      | 12,9 | 2     |
| Partito della Rifondazione Comunista |      | 6,2  | 1     |
| La Rete - Verdi                      |      | 4,1  | 1     |
| Uniti per Cambiare                   |      | 1,1  | -     |
| Part. Es. Naz. SOS                   |      | 0,3  | -     |
| Totale                               |      | 100  | 25    |

Ballottaggio
| Candidati | Candidati                      | Voti | %    |
| --------- | ------------------------------ | ---- | ---- |
|           | Michele Galvagno ✔️ Presidente |      | 54,7 |
|           | Gianfilippo Villari            |      | 45,3 |
| Totale    | Totale                         |      | 100  |

#### Provincia di Messina
| Candidati | Candidati                              | Voti | %    |
| --------- | -------------------------------------- | ---- | ---- |
|           | Giuseppe Buzzanca ✔️ Presidente (Polo) |      | 51,8 |
|           | Luigi Ventura (Progressisti)           |      | 16,8 |
|           | Francesco Riggio (PPI)                 |      | 15,1 |
|           | Giovanni Trimarchi (Indipendente)      |      | 11,8 |
|           | Giuseppe Garofalo (Indipendente)       |      | 4,6  |
| Totale    | Totale                                 |      | 100  |

| Liste                           | Voti | %    | Seggi |
| ------------------------------- | ---- | ---- | ----- |
| Forza Italia                    |      | 28,1 | 16    |
| Alleanza Nazionale              |      | 17,1 | 8     |
| Partito Popolare Italiano - PRI |      | 14,4 | 5     |
| Progressisti                    |      | 13,6 | 4     |
| Centro Cristiano Democratico    |      | 12,7 | 6     |
| Unione di Centro                |      | 9,0  | 5     |
| La Rete - Verdi                 |      | 4,3  | 1     |
| Iniziativa Democratica          |      | 0,4  | -     |
| Polo Democratico                |      | 0,2  | -     |
| Lista locale                    |      | 0,2  | -     |
| Totale                          |      | 100  | 45    |

#### Provincia di Palermo
| Candidati | Candidati                                       | Voti | %    |
| --------- | ----------------------------------------------- | ---- | ---- |
|           | Francesco Musotto ✔️ Presidente (Polo)          |      | 60,7 |
|           | Stefano Antonio Riva Sanseverino (Progressisti) |      | 26,1 |
|           | Vincenzo Fazio (PPI)                            |      | 13,2 |
| Totale    | Totale                                          |      | 100  |

| Liste                                | Voti | %    | Seggi |
| ------------------------------------ | ---- | ---- | ----- |
| Forza Italia                         |      | 31,3 | 16    |
| La Rete                              |      | 19,0 | 9     |
| Partito Popolare Italiano            |      | 14,1 | 4     |
| Progressisti                         |      | 11,9 | 5     |
| Alleanza Nazionale                   |      | 11,8 | 6     |
| Centro Cristiano Democratico         |      | 5,2  | 3     |
| Partito della Rifondazione Comunista |      | 4,0  | 1     |
| Unione di Centro                     |      | 2,7  | 1     |
| Totale                               |      | 100  | 45    |

#### Provincia di Ragusa
| Candidati | Candidati                                             | Voti | %    |
| --------- | ----------------------------------------------------- | ---- | ---- |
|           | Giovanni Mauro (Polo) Accede al ballottaggio          |      | 49,4 |
|           | Giuseppe Barone (Progressisti) Accede al ballottaggio |      | 29,7 |
|           | Adolfo Padua (PPI)                                    |      | 20,9 |
| Totale    | Totale                                                |      | 100  |

| Liste                                | Voti | %    | Seggi |
| ------------------------------------ | ---- | ---- | ----- |
| Partito Democratico della Sinistra   |      | 23,6 | 6     |
| Partito Popolare Italiano            |      | 19,0 | 6     |
| Forza Italia                         |      | 18,9 | 4     |
| Alleanza Nazionale                   |      | 16,4 | 4     |
| La Rete - Verdi                      |      | 6,2  | 2     |
| Partito della Rifondazione Comunista |      | 5,9  | 1     |
| Centro Cristiano Democratico         |      | 5,0  | 1     |
| Partito Socialista Italiano          |      | 5,0  | 1     |
| Totale                               |      | 100  | 25    |

Ballottaggio
| Candidati | Candidati                    | Voti | %    |
| --------- | ---------------------------- | ---- | ---- |
|           | Giovanni Mauro ✔️ Presidente |      | 51,0 |
|           | Giuseppe Barone              |      | 49,0 |
| Totale    | Totale                       |      | 100  |

#### Provincia di Siracusa
| Candidati | Candidati                            | Voti | %    |
| --------- | ------------------------------------ | ---- | ---- |
|           | Mario Cavallaro ✔️ Presidente (Polo) |      | 57,8 |
|           | Fabio Moschella (Progressisti)       |      | 30,0 |
|           | Paolo Dugo (Indipendente)            |      | 12,2 |
| Totale    | Totale                               |      | 100  |

| Liste                                | Voti | %    | Seggi |
| ------------------------------------ | ---- | ---- | ----- |
| Forza Italia                         |      | 25,7 | 11    |
| Alleanza Nazionale                   |      | 17,8 | 7     |
| Partito Democratico della Sinistra   |      | 16,1 | 5     |
| Partito Popolare Italiano            |      | 12,8 | 4     |
| Centro Cristiano Democratico         |      | 8,2  | 3     |
| La Rete                              |      | 7,0  | 3     |
| Partito della Rifondazione Comunista |      | 5,1  | 1     |
| Patto Segni                          |      | 5,0  | 1     |
| Lista locale                         |      | 2,3  | 0     |
| Totale                               |      | 100  | 35    |

#### Provincia di Trapani
| Candidati | Candidati                                                        | Voti | %    |
| --------- | ---------------------------------------------------------------- | ---- | ---- |
|           | Silvestro Mariscalco Inturretta (Polo) Accede al ballottaggio    |      | 49,9 |
|           | Carmelo Spitaleri (Progressisti-PPI-Rete) Accede al ballottaggio |      | 30,0 |
|           | Giuseppe Poma (MDP)                                              |      | 20,1 |
| Totale    | Totale                                                           |      | 100  |

| Liste                          | Voti | %    | Seggi |
| ------------------------------ | ---- | ---- | ----- |
| Forza Italia                   |      | 32,9 | 14    |
| Alleanza Nazionale             |      | 17,0 | 6     |
| Progressisti                   |      | 15,1 | 6     |
| Partito Popolare Italiano      |      | 12,9 | 3     |
| Movimento Democratico Popolare |      | 6,4  | 2     |
| Polo Democratico               |      | 5,9  | 2     |
| La Rete                        |      | 5,6  | 1     |
| Patto Segni                    |      | 3,9  | 1     |
| Lega Nord                      |      | 0,3  | 0     |
| Totale                         |      | 100  | 35    |

Ballottaggio
| Candidati | Candidati                       | Voti | %    |
| --------- | ------------------------------- | ---- | ---- |
|           | Carmelo Spitaleri ✔️ Presidente |      | 56,7 |
|           | Silvestro Mariscalco Inturretta |      | 43,3 |
| Totale    | Totale                          |      | 100  |

## Elezioni provinciali del novembre 1994

### Toscana

#### Provincia di Massa-Carrara
| Candidati                               | Candidati                             | Voti                           | %    | Liste                                | Voti   | %    | Seggi |
| --------------------------------------- | ------------------------------------- | ------------------------------ | ---- | ------------------------------------ | ------ | ---- | ----- |
|                                         | Franco Gussoni Accede al ballottaggio | 50.353                         | 46,4 | Partito Democratico della Sinistra   | 24.476 | 22,5 | 7     |
| Partito Popolare Italiano               | Franco Gussoni Accede al ballottaggio | 50.353                         | 46,4 | 14.344                               | 13,2   | 4    |       |
| Partito Socialista Italiano             | Franco Gussoni Accede al ballottaggio | 50.353                         | 46,4 | 6.170                                | 5,7    | 2    |       |
| Partito Repubblicano Italiano           | Franco Gussoni Accede al ballottaggio | 50.353                         | 46,4 | 5.363                                | 4,9    | 1    |       |
|                                         | Enrico Ferri Accede al ballottaggio   | 33.386                         | 30,7 | Alleanza Nazionale - CCD             | 12.305 | 11,3 | 2     |
| Forza Italia                            | Enrico Ferri Accede al ballottaggio   | 33.386                         | 30,7 | 12.003                               | 11,1   | 2    |       |
| Partito Socialista Democratico Italiano | Enrico Ferri Accede al ballottaggio   | 33.386                         | 30,7 | 9.078                                | 8,4    | 1    |       |
| Seggio al candidato presidente          | Seggio al candidato presidente        | Seggio al candidato presidente | 30,7 | 1                                    |        |      |       |
|                                         | Paolo Zammori                         | 21.973                         | 20,2 | Partito della Rifondazione Comunista | 17.654 | 16,3 | 3     |
| Federazione dei Verdi                   | Paolo Zammori                         | 21.973                         | 20,2 | 4.319                                | 4,0    | -    |       |
| Seggio al candidato presidente          | Seggio al candidato presidente        | Seggio al candidato presidente | 20,2 | 1                                    |        |      |       |
|                                         | Achille Capulzini Cremonini           | 2.860                          | 2,6  | Lega Nord                            | 2.860  | 2,6  | -     |
| Totale                                  | Totale                                |                                | 100  |                                      |        | 100  | 24    |

Ballottaggio
| Candidati | Candidati                    | Voti | %    |
| --------- | ---------------------------- | ---- | ---- |
|           | Franco Gussoni ✔️ Presidente |      | 56,0 |
|           | Enrico Ferri                 |      | 44,0 |
| Totale    | Totale                       |      | 100  |

### Puglia

#### Provincia di Foggia
| Candidati                                          | Candidati                        | Voti | %    | Liste                                   | Voti | %    | Seggi |
| -------------------------------------------------- | -------------------------------- | ---- | ---- | --------------------------------------- | ---- | ---- | ----- |
|                                                    | Antonio Pellegrino ✔️ Presidente |      | 57,3 | Partito Democratico della Sinistra      |      | 25,3 | 9     |
| Partito Popolare Italiano                          | Antonio Pellegrino ✔️ Presidente |      | 57,3 | 16,8                                    | 6    |      |       |
| Lavoro e Libertà (Laburisti - Socialisti Italiani) | Antonio Pellegrino ✔️ Presidente |      | 57,3 | 9,8                                     | 3    |      |       |
| Alleanza Democratica - Patto Segni                 | Antonio Pellegrino ✔️ Presidente |      | 57,3 | 2,7                                     | -    |      |       |
| Federazione dei Verdi                              | Antonio Pellegrino ✔️ Presidente |      | 57,3 | 2,4                                     | -    |      |       |
|                                                    | Francesco Fantini                |      | 30,2 | Forza Italia - Alleanza Nazionale - CCD |      | 30,2 | 11    |
|                                                    | Leonardo Lioce                   |      | 7,3  | Partito della Rifondazione Comunista    |      | 7,3  | 2     |
|                                                    | Annamaria Novelli                |      | 2,8  | Progressisti                            |      | 2,8  | -     |
|                                                    | Barbara Trombetta                |      | 2,6  | Ambiente Club                           |      | 2,6  | -     |
| Totale                                             | Totale                           |      | 100  |                                         |      | 100  | 30    |